# Chrysolina analis
Chrysolina analis é uma espécie de artrópode pertencente à família Chrysomelidae.